# Physaliastrum heterophyllum
Physaliastrum heterophyllum là loài thực vật có hoa trong họ Cà. Loài này được (Hemsl.) Migo miêu tả khoa học đầu tiên năm 1939.